# Bundesstraße 475
Pour les articles homonymes, voir Route 475.
La Bundesstraße 475 est une Bundesstraße du Land de Rhénanie-du-Nord-Westphalie.

## Géographie
La route relie le Münsterland et le Tecklenburger Land au Soester Börde.

## Histoire
La Landstraße entre Rheine et Elte est construite en 1894. La B 475 entre Glandorf et Soest est créée en 1965 pour améliorer le réseau routier fédéral. En 1968, la B 475 est prolongée de Glandorf en direction du nord jusqu'à Rheine. Depuis 2015, la route fédérale se finit à Emsdetten. La route entre Lippetal-Lippborg et Beckum est déplacée vers un parcours commun avec l'A 2. La route principale contourne la zone urbaine de Soest sur un nouveau tracé.

## B 475n
La B 475n est un projet d'itinéraire complémentaire à la B 475. Elle doit se composer de deux parties, l'une passant au nord de Saerbeck tandis que l'autre entre Ennigerloh et Neubeckum est destinée à contourner le tracé routier de la B 475 via deux carrefours. Ce dernier itinéraire est controversé en raison du tracé à travers une réserve naturelle.

## Source
- (de) Cet article est partiellement ou en totalité issu de l’article de Wikipédia en allemand intitulé « Bundesstraße 475 » (voir la liste des auteurs).

1. ↑  (de) « Die Bundes- und Reichsstraßen in Deutschland - Nr. ab 399 » [archive du 15 octobre 2008], sur home.arcor.de (consulté le 18 juillet 2025)